# Acklandia aculeatoides
Acklandia aculeatoides är en tvåvingeart som beskrevs av Xiaolong Cui och Fan 1983. Acklandia aculeatoides ingår i släktet Acklandia och familjen blomsterflugor. Inga underarter finns listade i Catalogue of Life.